# Karabin maszynowy obserwatora wz. 37
Il Karabin maszynowy obserwatora wz. 37  era la versione aeronautica della mitragliatrice leggera Browning wz. 1928, che equipaggiava alcuni aerei polacchi all'inizio della seconda guerra mondiale.

## Storia
A metà degli anni trenta il progettista di armi leggere Wawrzyniec Lewandowski fu incaricato di sviluppare una mitragliatrice aeronautica brandeggiabile sulla base della Browning wz. 1928, a sua volta versione polacca del M1918 BAR. Le modifiche includevano l'aumento della cadenza di tiro a 1.100 colpi al minuti, l'eliminazione del calcio, sostituito da impugnatura a manopola e, soprattutto, la modifica del sistema di alimentazione. Il caricatore standard da 20 colpi infatti non era impiegabile con la nuova alta cadenza di tiro. La soluzione fu l'aggiunta al castello di un meccanismo di alimentazione che sfilava la munizione da un caricatore a piatto da 91 colpi, agganciato sopra al castello.
Il wz. 37 è l'unica arma aeronautica derivata dal M1918 BAR. Era soprannominata "Szczeniak" (in polacco "cucciolo") a causa della sua leggerezza e compattezza, soprattutto se paragonata alle precedenti Vickers E e Vickers F. Il principale velivolo armato con la wz. 37 fu il bombardiere PZL.37 Łoś.

## Altri utilizzatori
- Romania
- Germania: preda bellica
- Unione Sovietica: preda bellica